# Playland (Vancouver)
Pour les articles homonymes, voir Playland.
Playland est un parc d'attractions situé à Vancouver, en Colombie-Britannique, au Canada. Il est considéré comme le plus vieux parc d'attractions du Canada.
Il est situé à Hastings Park et est exploité par la Pacific National Exhibition (PNE), une organisation qui accueille une foire et une exposition estivales annuelles adjacentes à Playland. 
Playland a ouvert ses portes à son emplacement actuel en 1958, bien que son prédécesseur, Happyland, ait opéré à Hastings Park de 1929 à 1957. Playland est officiellement devenu une division du PNE en 1993.
Playland fonctionne de manière saisonnière, ouvrant de mai à septembre chaque année. Le parc rouvre également en octobre pour ses événements annuels sur le thème d'Halloween "Fright Nights". 
Le parc compte des classiques comme Coaster, un parcours de montagnes russes en bois construit vers 1958.

## Les attractions

### Les montagnes russes
| Nom               | Type                          | Constructeur        | Année d'ouverture |
| ----------------- | ----------------------------- | ------------------- | ----------------- |
| nom inconnu       | Montagnes russes lancées      | Zamperla            | 2023              |
| Bug Whirled       | Montagnes russes tournoyantes | SBF Visa Group      | 2017              |
| Coaster           | Montagnes russes en bois      |                     | 1958              |
| Kettle Creek Mine | Montagnes russes en métal     | Miler Coaster, Inc. | 2004              |

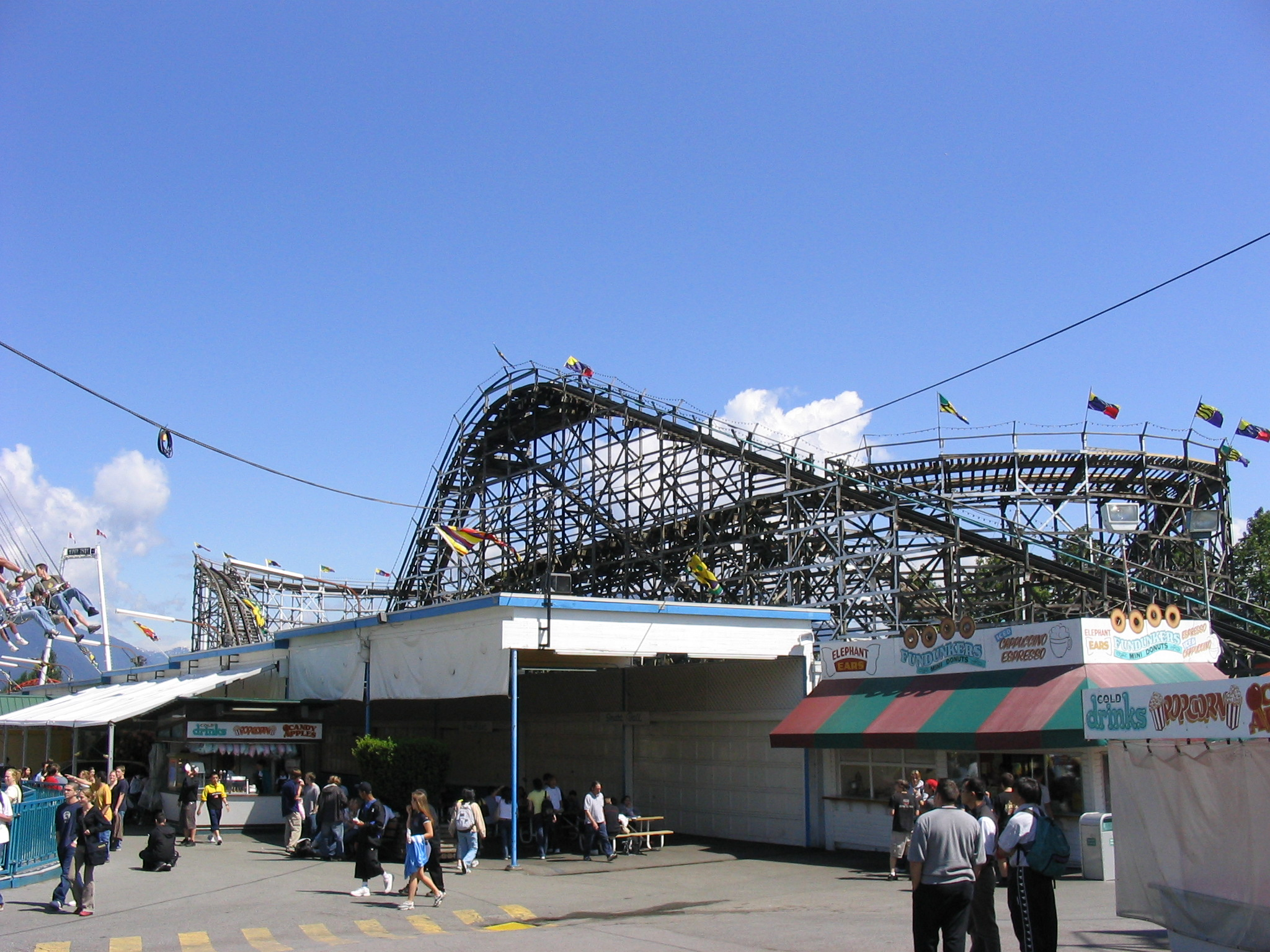
The Coaster
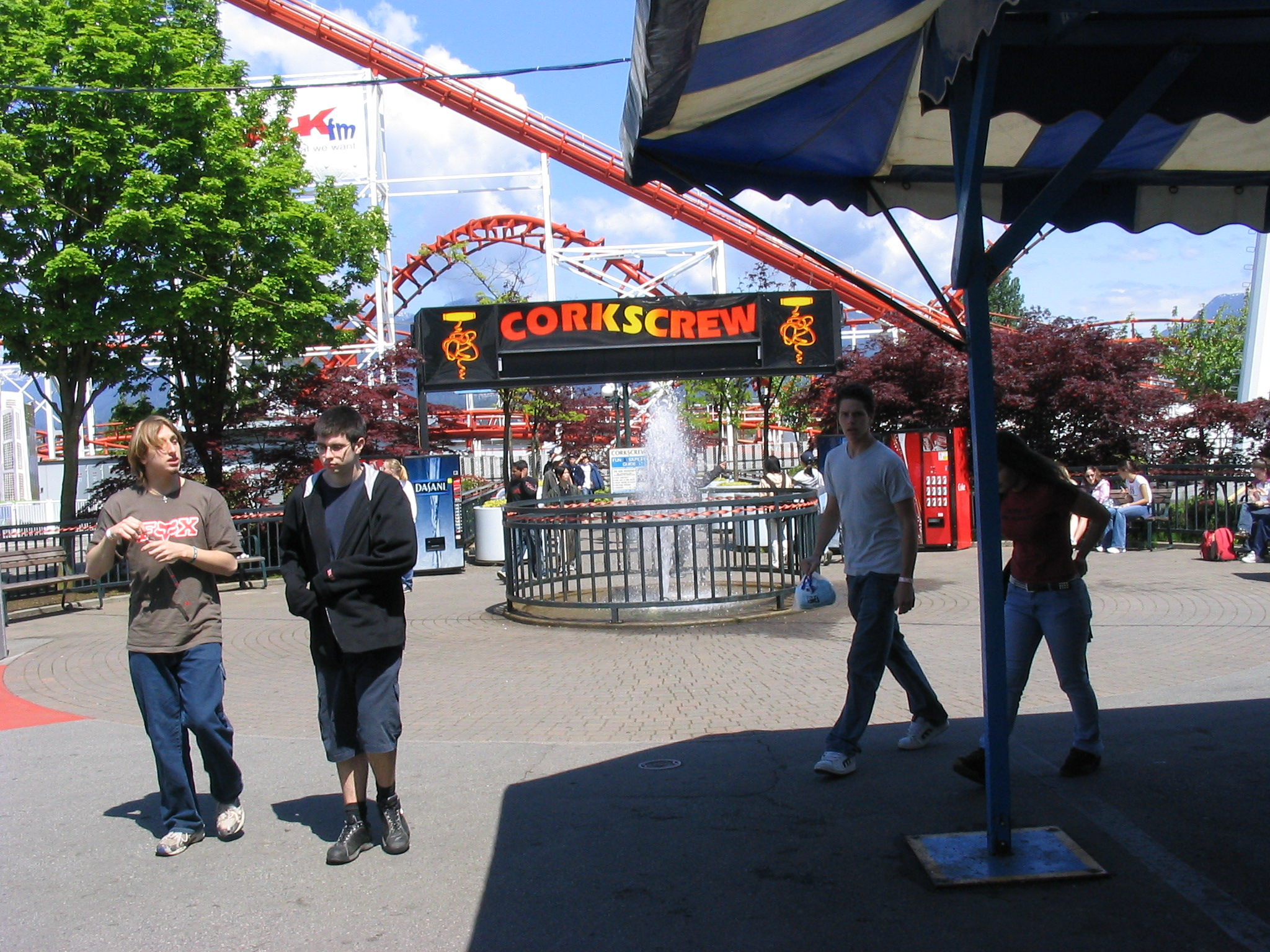
Corkscrew

### Attraction aquatique
- Flume - Bûches construites en 1985

### Autres attractions
- Atmosfear - Star Flyer construit par Funtime en 2011
- The Beast - XXL de KMG en 2015
- Breakdance! - Breakdance construit par Huss Rides de 2003
- Crazy Beach Party - Frisbee construit par Huss Rides de 2005
- Drop Zone - Skycoaster construit en 2000
- Enterprise - Enterprise construit par Huss Rides de 1984
- Westcoast Wheel - Grande roue construite en 2007
- Gladiator - Construit par Huss Rides en 2004
- Hellevator - Tour de chute construite par S&S Worldwide en 2000
- Hell's Gate - Top Spin construit par Huss Rides en 2000
- Music Express - Music Express de 1990
- Pirate Ship - Bateau à bascule construit par Huss Rides en 1984
- Revelation - Booster construit en 2000
- Scooters - Autos tamponneusesconstruites en 1992
- Scrambler - Scrambler construit par Eli Bridge Company en 1984
- Sea to Sky Swinger - Chaises volantes construites par Zamperla en 2019
- Westcoast Wheel - Grande roue en 2007

## Galerie

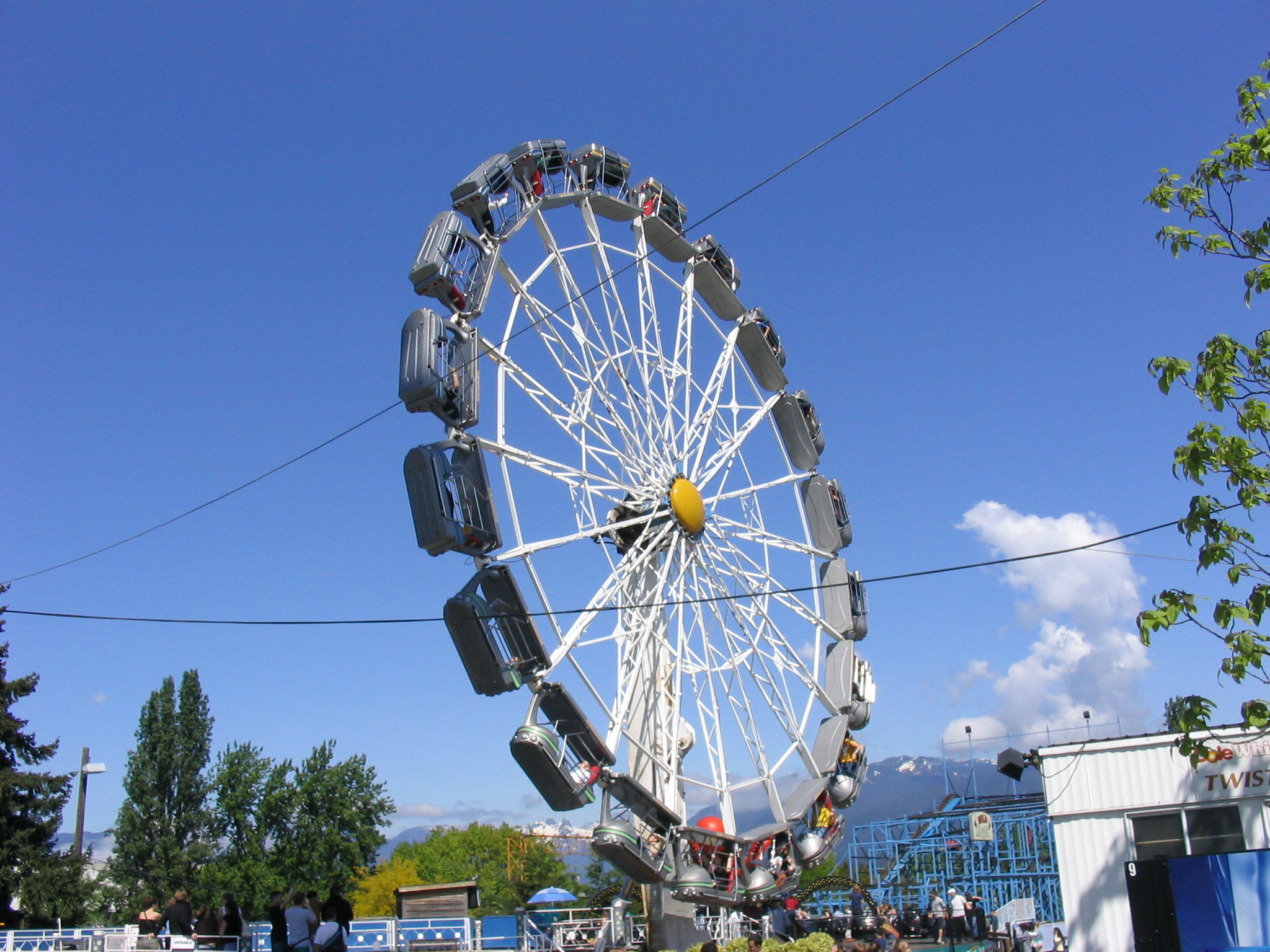
Enterprise
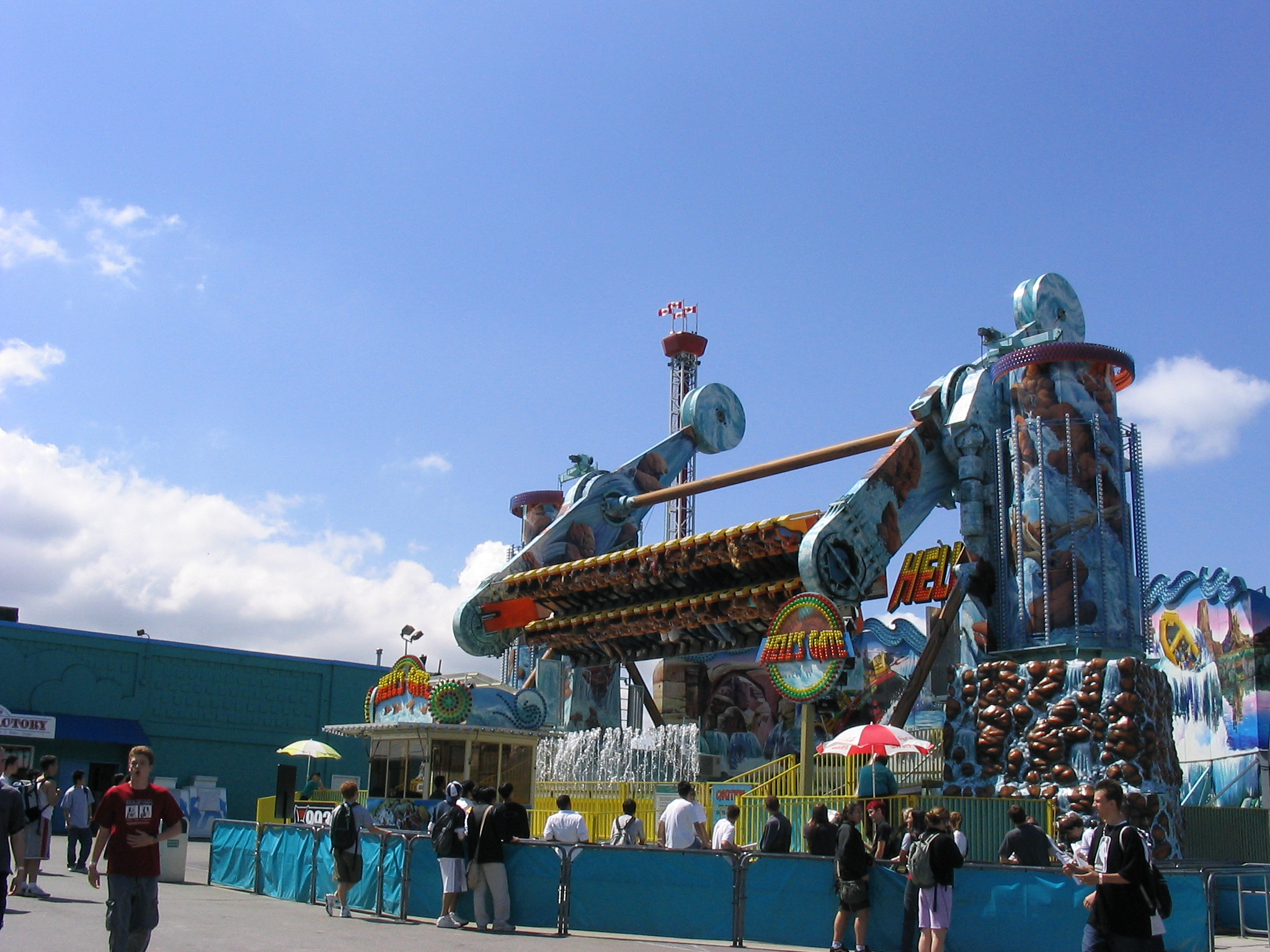
Hell's Gate
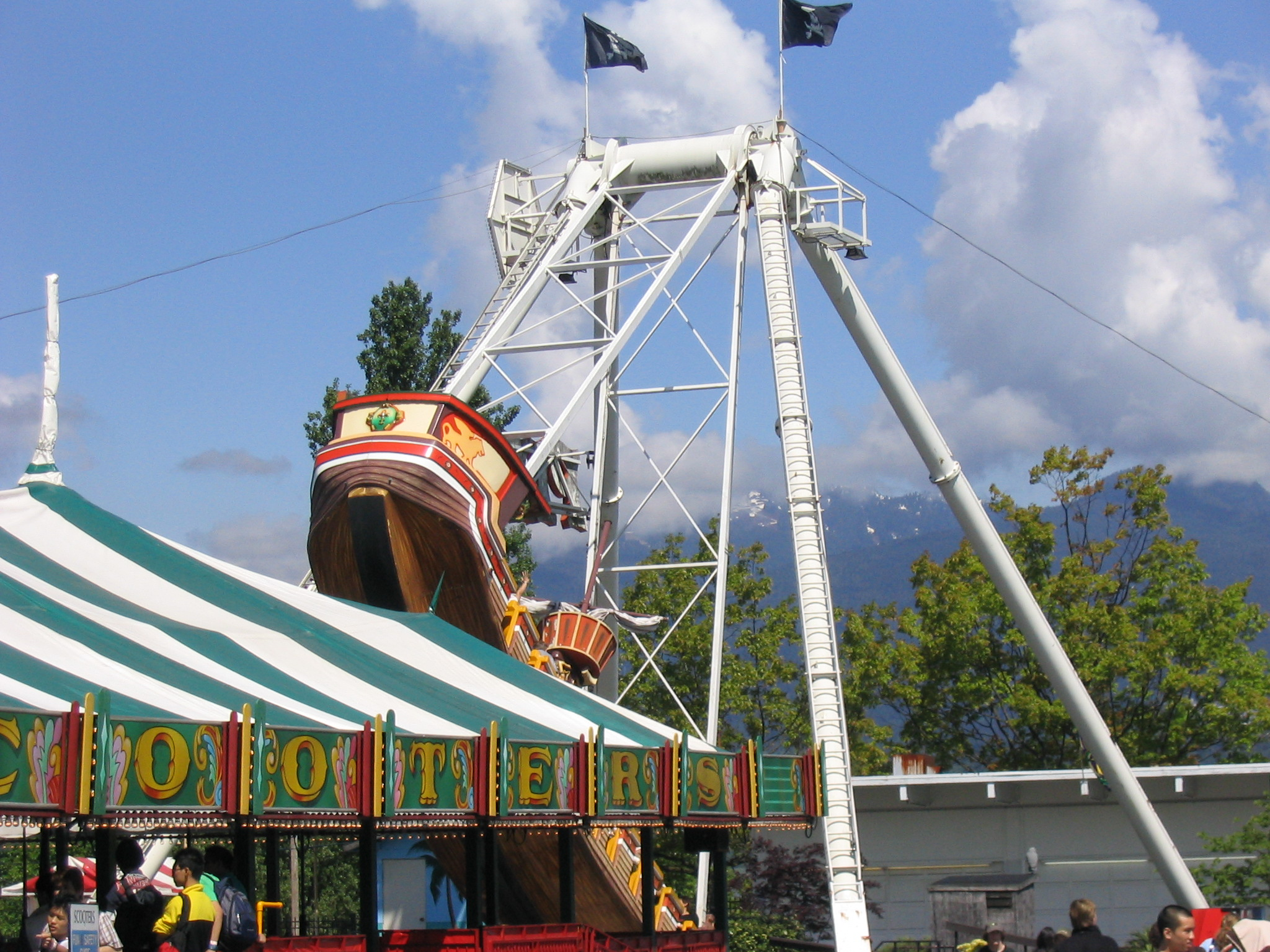
Pirate Ship
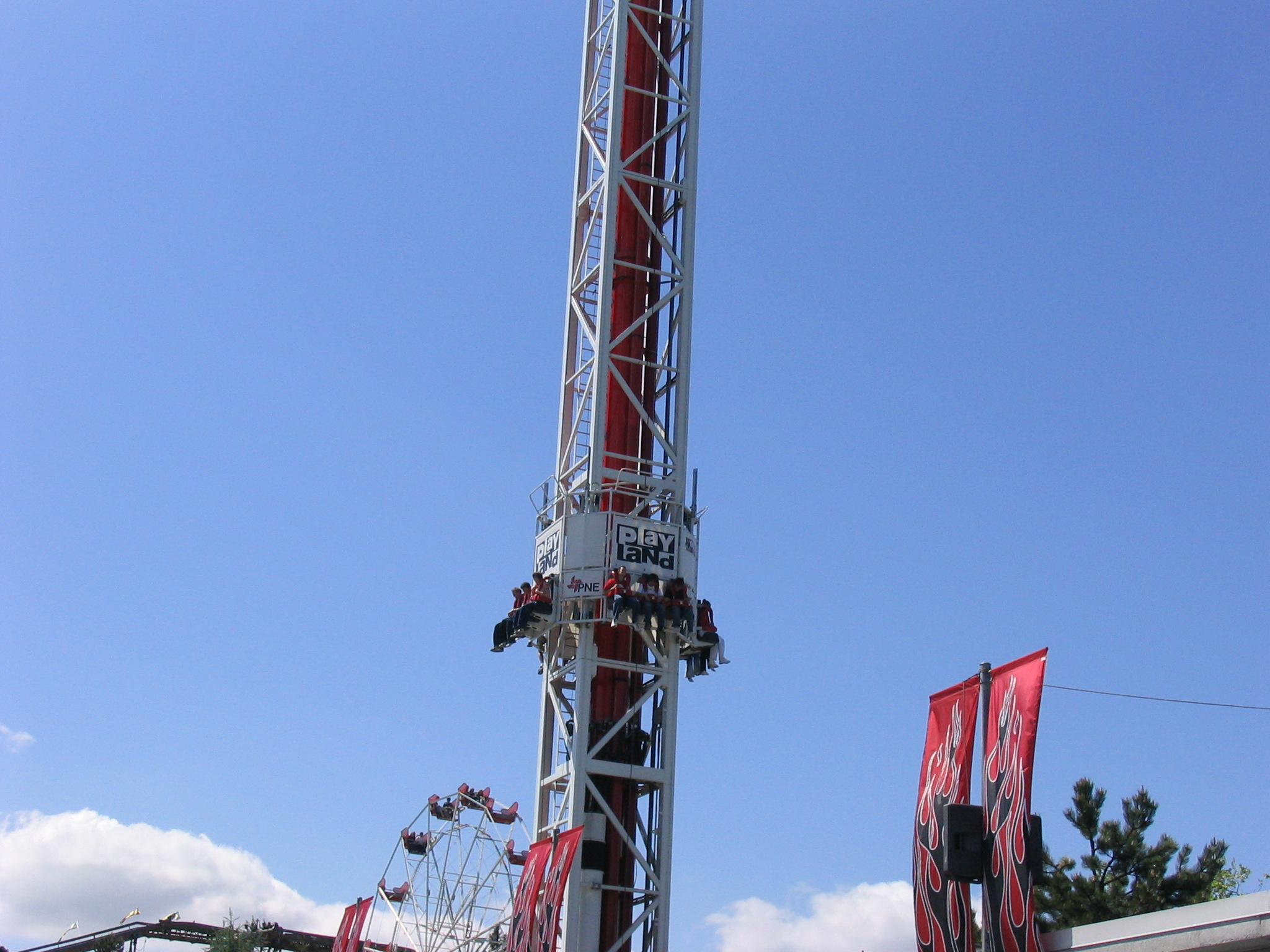
Hellevator
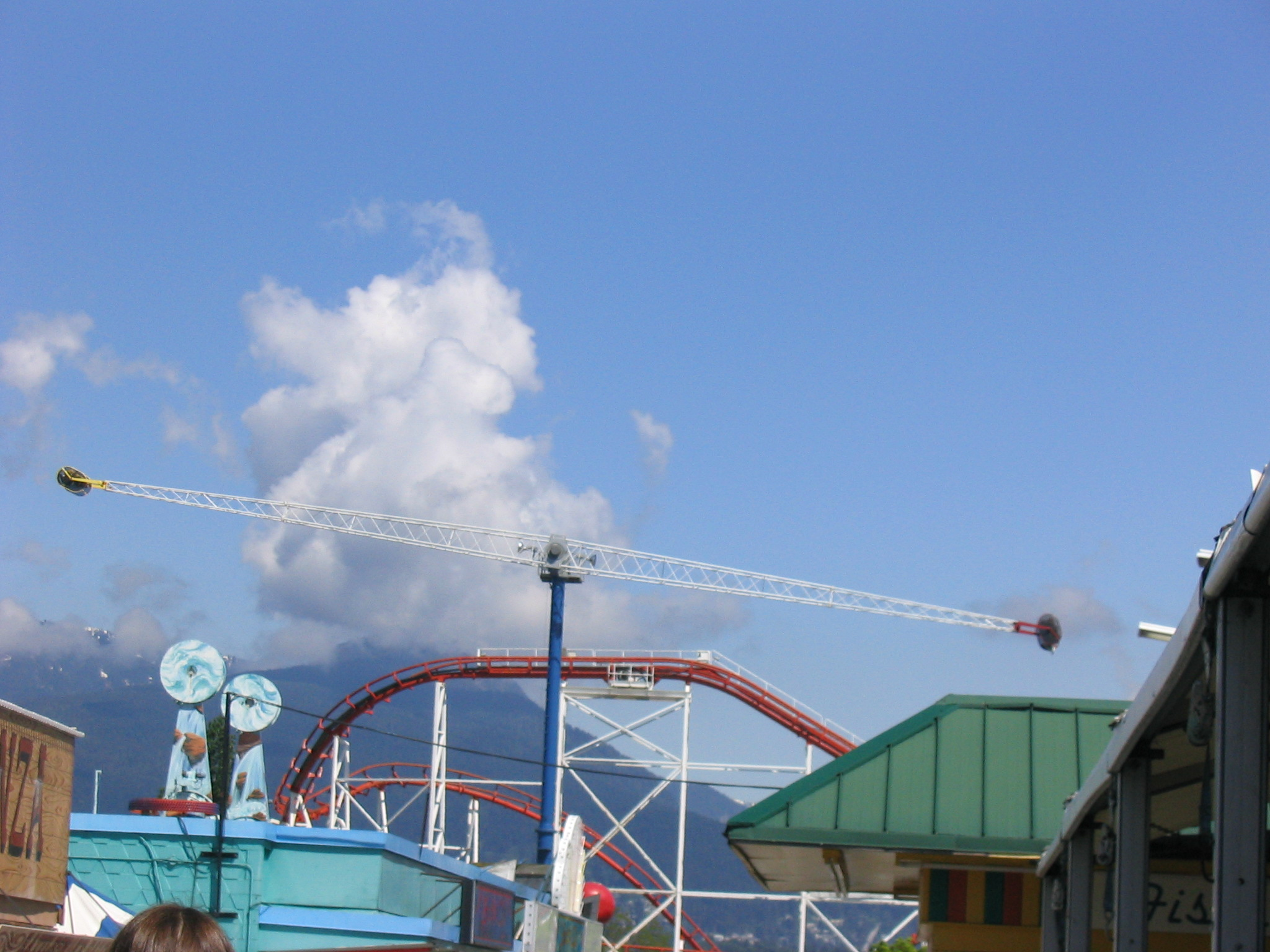
Revelation
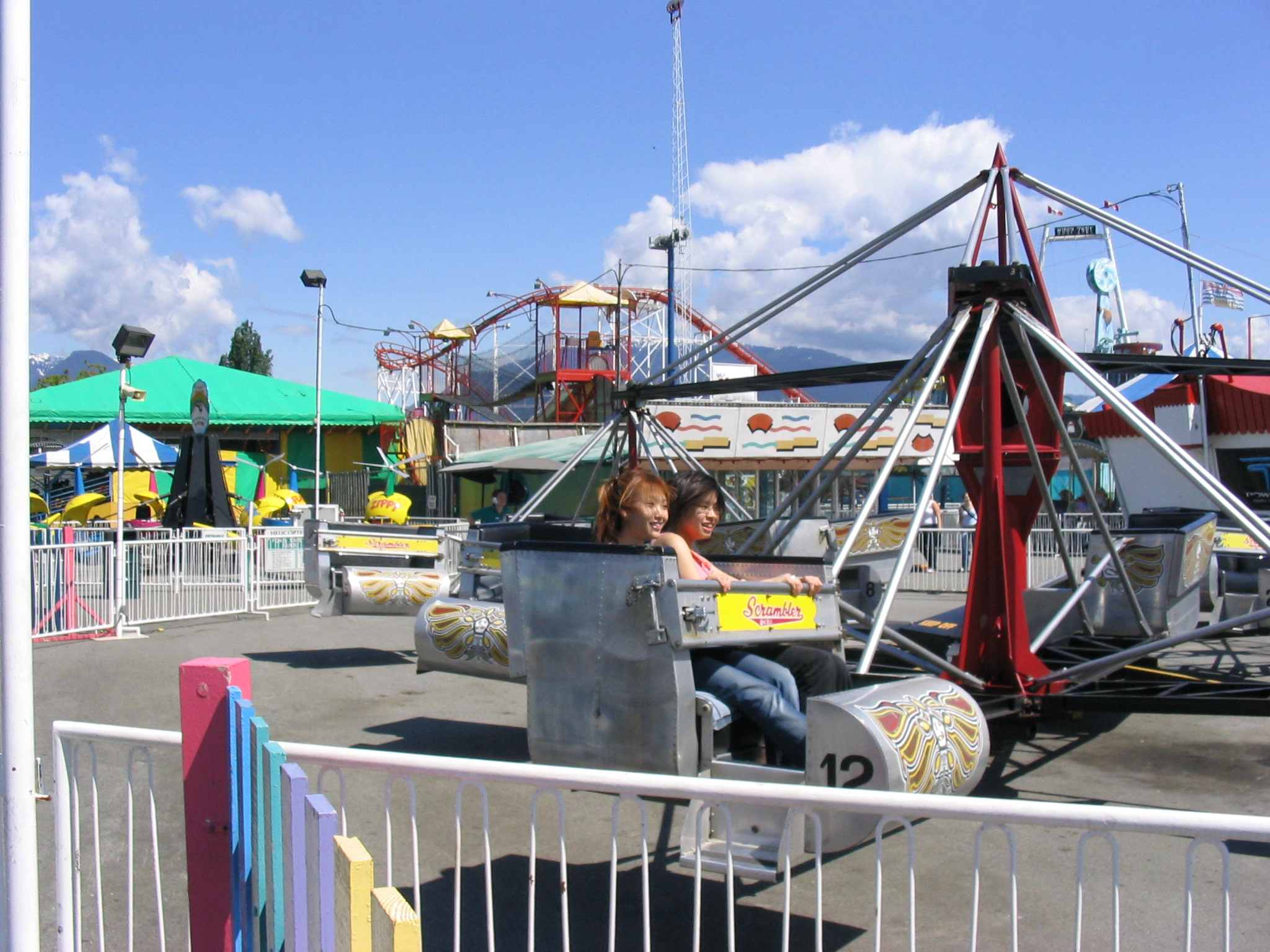
Scrambler
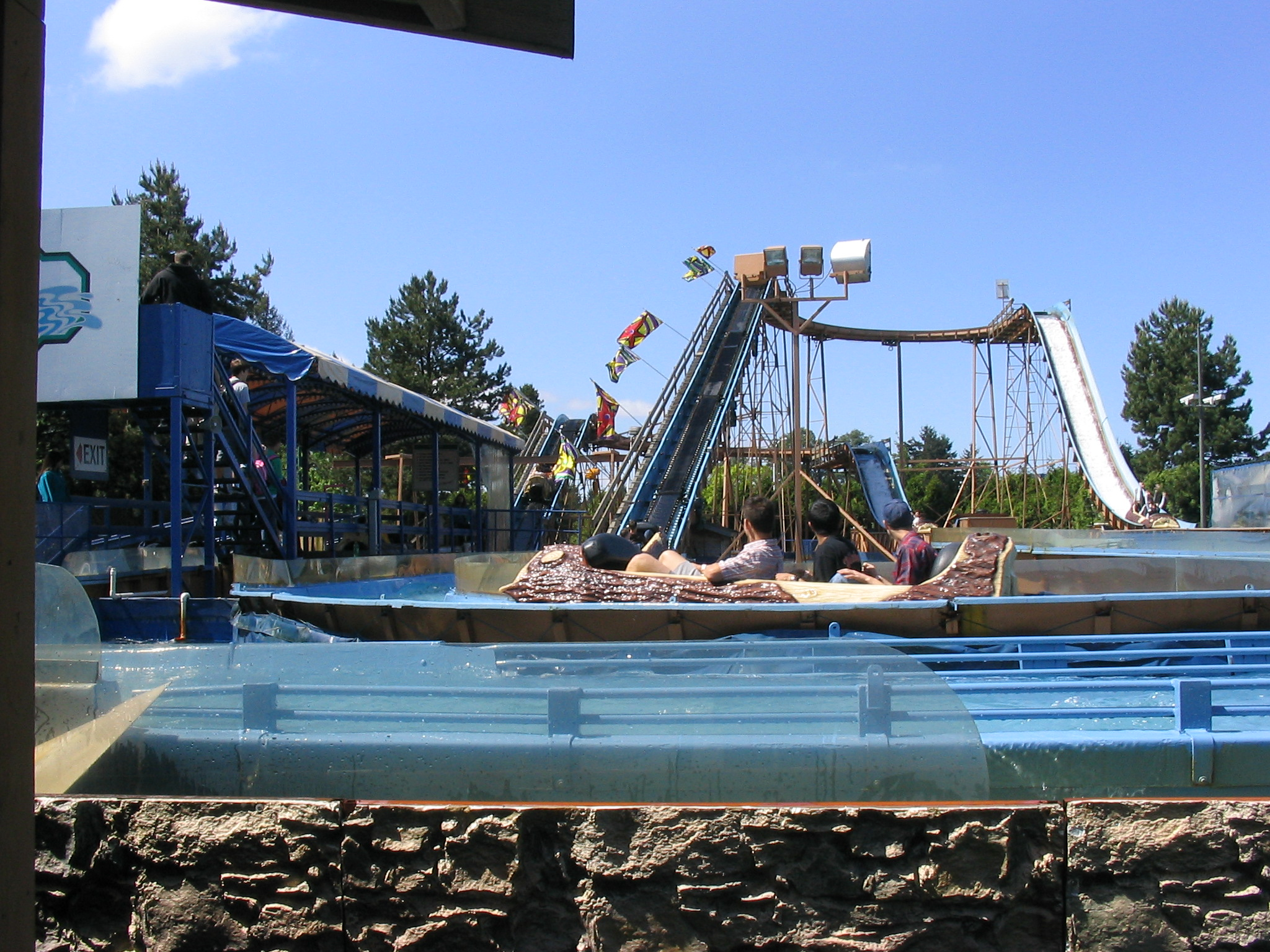
Flume